# XV Liceum Ogólnokształcące z Oddziałami Dwujęzycznymi im. Narcyzy Żmichowskiej w Warszawie
XV Liceum Ogólnokształcące z Oddziałami Dwujęzycznymi im. Narcyzy Żmichowskiej – liceum ogólnokształcące w Warszawie. 
Szkoła specjalizuje się w nauczaniu języka francuskiego i w promocji kultury francuskiej we współpracy z ambasadą francuską. Organizuje także międzynarodowe wymiany uczniów. Nawiązała współpracę m.in. ze szkołami Francji, Belgii oraz Kanady. Należy do sieci Szkół Stowarzyszonych UNESCO.
Część oddziałów prowadzonych przez liceum to klasy dwujęzyczne, tj. takie, w których co najmniej dwa przedmioty prowadzone są w języku obcym nowożytnym. Realizacja dwujęzycznego programu kształcenia umożliwia uczniom przystąpienie do matury dwujęzycznej.
Uczniowie mają możliwość przystępowania do międzynarodowych egzaminów DELF.

## Historia

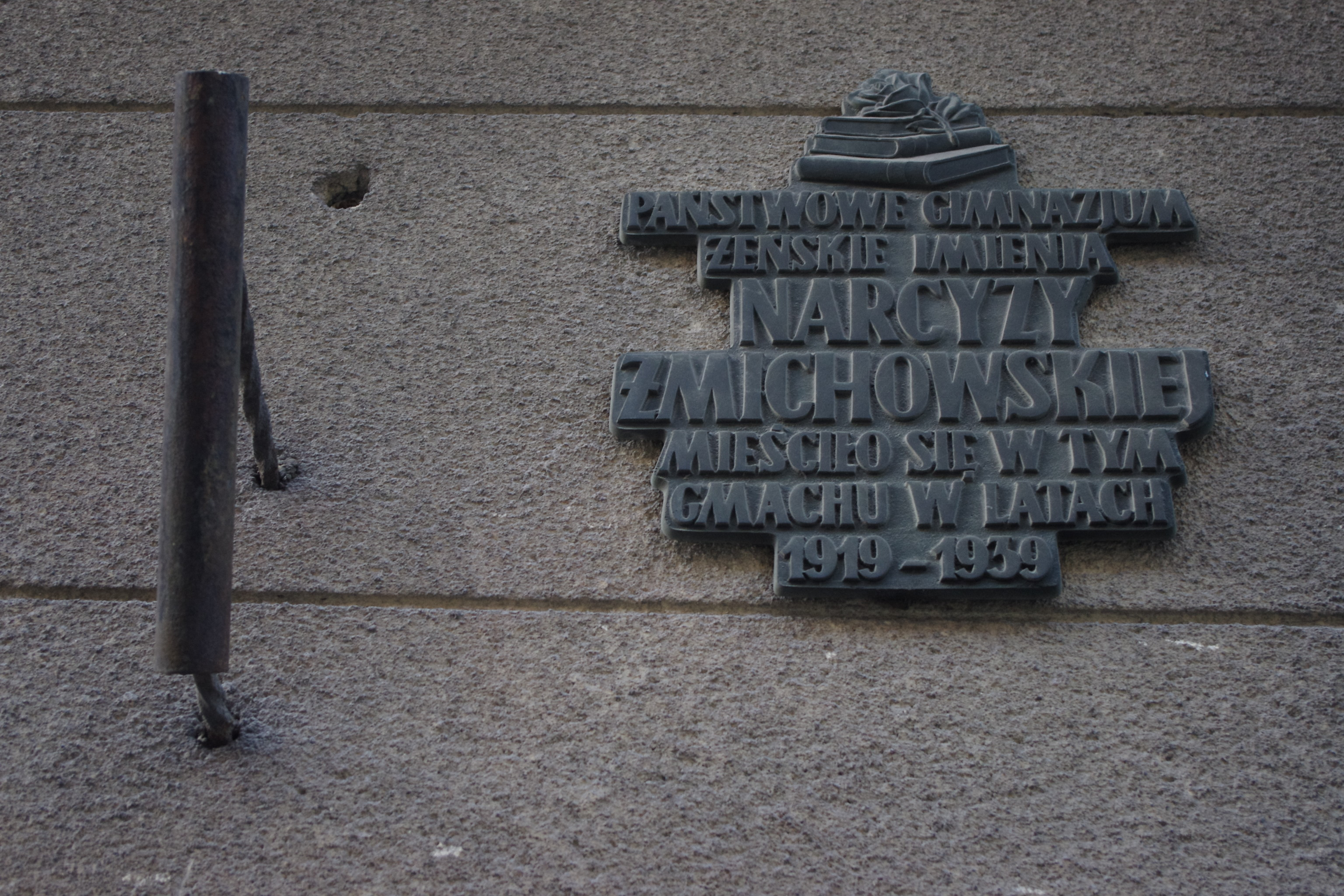
Tablica upamiętniająca funkcjonowanie Państwowego Gimnazjum Żeńskiego im. Narcyzy Żmichowskiej na ul. Mokotowskiej w Warszawie

Wiosną 1919 roku Rada Sekcji Szkół Średnich Ministerstwa Wyznań Religijnych i Oświecenia Publicznego pozytywnie rozpatrzyła wniosek wizytator Teodory Męczkowskiej w przedmiocie przejęcia przez Skarb Państwa prywatnego gimnazjum żeńskiego z siedzibą przy ul. Mokotowskiej 61 w Warszawie, i utworzenia w tym miejscu państwowego Gimnazjum Żeńskiego im. Narcyzy Żmichowskiej w Warszawie.
Otwarte 19 września 1919 roku gimnazjum miało na celu umożliwienie uzyskania matury dziewczętom z niezamożnych rodzin i tym samym przeciwdziałanie społecznemu wykluczeniu kobiet. Ówczesne szkoły dla dziewcząt pozostawały w rękach prywatnych, były nieliczne, a pobieranie w nich nauki było bardzo drogie.
Szkoła przyjmowała do klasy IV (najniższe w gimnazjum) absolwentki szkół powszechnych. Czesne w publicznym gimnazjum było znacznie niższe niż w szkołach prywatnych. Co więcej, dziewczęta były zwalniane z opłat w pięćdziesięciu procentach lub nawet całkowicie.
Na pierwszą dyrektorkę państwowego Gimnazjum Żeńskiego im. Narcyzy Żmichowskiej została powołana Maria Radwańska-Kiernikowa.
W 1939 roku w wyniku bombardowań i pożarów szkoła uległa zniszczeniu. Spłonęły dokumenty szkoły, wyposażenie pracowni i większość księgozbioru. W czasie okupacji odbywało się tajne nauczanie na poziomie maturalnym. W warunkach konspiracyjnego nauczania maturę zdało co najmniej 75 uczennic.
Po wojnie szkoła początkowo kontynuowała działalność w gmachu Szkoły im. Tadeusza Reytana, a następnie otrzymała lokalizację na ulicy Klonowej, w zabudowaniach Szkoły Ziemi Mazowieckiej, w znacznej mierze zniszczonych, a w części zajętych przez drukarnię miejską.
W roku 1962 szkoła zmieniła swój charakter i z liceum żeńskiego przekształciła się w placówkę koedukacyjną.
W 1991 roku jako jedna z pierwszych w Polsce rozpoczęła nauczanie w systemie dwujęzycznym z językiem francuskim.
W 1999 roku przy XV LO powstało Gimnazjum Dwujęzyczne nr 34 im. Narcyzy Żmichowskiej. Szkoły funkcjonowały w ramach Zespołu Szkół nr 67 w Warszawie. Z uwagi na reformę systemu oświaty, w 2017 roku nastąpiło rozwiązanie zespołu szkół, a klasy wygaszanego gimnazjum czasowo włączono w strukturę liceum.
W 2009 roku XV Liceum im. Narcyzy Żmichowskiej obchodziło 90. rocznicę powstania. W uroczystościach brali udział m.in. Prezydent m.st. Warszawy Hanna Gronkiewicz-Waltz, metropolita warszawski arcybiskup Kazimierz Nycz oraz przedstawiciel Ambasady Francji.
23 października 2014 szkoła została uhonorowana odznaką „Zasłużony dla Warszawy” (nr legitymacji: 1945).

## Absolwenci (m.in.)
- Robert Amirian – kompozytor, autor tekstów, wokalista, muzyk, gitarzysta, producent muzyczny
- Krzysztof Baculewski – kompozytor i wykładowca akademicki
- Piotr Bakal – poeta, kompozytor, tłumacz i dziennikarz
- Ewa Danuta Białek – immunolog, propagatorka edukacji zdrowotnej
- prof. Małgorzata Borowska – filolog klasyczny
- Tadeusz Brudzyński – artysta malarz
- Daniela Buza – chemiczka, nauczyciel akademicki
- Maria Czubaszek – pisarka i satyryczka
- Katarzyna Figura – aktorka filmowa, telewizyjna i teatralna
- Janina Barbara Górkiewiczowa – pisarka, autorka książek dla młodzieży
- Barbara Hollender – dziennikarka i krytyk filmowy
- Jacek Kaczmarski – poeta, prozaik, kompozytor i piosenkarz
- Danuta Kaczyńska ps. „Lena” – sanitariuszka batalionu „Parasol”, dziennikarka i pisarka
- Dorota Lanton – aktorka i piosenkarka
- Jarosław Lindenberg – filozof i dyplomata
- Alicja Lisiecka – krytyk literacki, historyk literatury, recenzentka, felietonistka
- Krzysztof Luft – aktor i dziennikarz
- Bartosz Opania – aktor teatralny, filmowy i telewizyjny
- Grażyna Roman-Dobrowolska – rzeźbiarka
- Grażyna Rutowska – fotograf i dziennikarka
- prof. Anna Maria Stańczykowska-Piotrowska – hydrobiolożka
- Hanna Sygietyńska-Kwoczyńska – historyk sztuki
- Robert Szczerbowski – pisarz i artysta
- prof. Elżbieta Tarkowska – socjolożka
- Zuzanna Toeplitz – psycholog, nauczyciel akademicki
- Halina Wasilewska-Trenkner – ekonomista, minister finansów
- Ewa Maria Wiśniewska – aktorka teatralna i filmowa
- Halina Wanda Zach-Wogeck – autorka zachowanego pamiętnika z czasów okupacji niemieckiej
- Janusz Zawiła-Niedźwiecki – ekonomista, nauczyciel akademicki
- Jan Żaryn – historyk
- Maria Żywirska – historyk i etnograf